# Geschützter Landschaftsbestandteil Siepen im Wieseken
Der Geschützte Landschaftsbestandteil Siepen im Wieseken mit 1,29 ha Flächengröße liegt im Stadtgebiet von Meschede im Hochsauerlandkreis. Das Gebiet wurde 1994 mit dem Landschaftsplan Meschede durch den Kreistag des Hochsauerlandkreises als Geschützter Landschaftsbestandteil (LB) mit dem Namen Geschützter Landschaftsbestandteil Siepen südöstlich Mielinghausen und einer Flächengröße von 1 ha erstmals ausgewiesen. 2020 wurde die LB-Fläche mit neuem Namen bei der Neuaufstellung des Landschaftsplanes erneut ausgewiesen und vergrößert.

## Beschreibung
Der LB liegt nahe dem südlichen Ende der Hennetalsperre. Der LB ist meist umgeben vom Landschaftsschutzgebiet Offenlandgewann südwestlich Horbach, nur im Norden grenzt das Landschaftsschutzgebiet Meschede an.
Beim LB handelt es sich um einen naturnahen, tief eingeschnittenen Bachlauf mit seinen begleitenden Gehölzbeständen. Bachbegleitend stocken Gehölze, dabei ältere Stieleichen bis zu einem maximalen Brusthöhendurchmesser von etwa 1,0 m. Im Unterwuchs kommen Weiden, Schwarzdorn und andere heimische Straucharten vor. Am naturnahen Bachlauf selbst stehen Erlen und Eschen. Punktuell ist die Krautschicht gut ausgebildet. Der naturnahe Bach hat mit seinen bachbegleitenden, vielfältigen Strukturen eine lokale Bedeutung für Flora und Fauna in dem ansonsten landwirtschaftlich als Acker intensiv genutzten Landschaftsraum. Laut Landschaftsplan hat der LB eine lokale Bedeutung für die Gliederung und Belebung des Landschaftsbildes. Er weist ferner eine hohe strukturelle Vielfalt auf und ist ein bedeutsamer Vernetzungsbiotop. Der Bachlauf fällt unter den gesetzlichen Biotopschutz nach § 30 BNatSchG.

## Schutzgrund, Verbote und Gebote
Der Geschützte Landschaftsbestandteil Siepen im Wieseken hat eine besondere Funktion für die Gliederung und Belebung des Landschaftsbildes bzw. des umgebenden Offenlandes. Laut Landschaftsplan kommt solchen Objekten in der Regel eine erhöhte Bedeutung als Bruthabitat für Hecken- und Gebüschbrüter zu. Wie alle LB im Landschaftsplangebiet ist dieser LB durch seinen eigenständigen Charakter deutlich von der ihn umgebenden „normalen“ Wald- und Feld-Landschaft zu unterscheiden.
Wie bei allen LB ist es verboten, Pflanzen zu beschädigen, auszureißen, auszugraben oder Teile davon abzutrennen oder auf andere Weise in seinem Wachstum oder Erscheinungsbild zu beeinträchtigen. Unberührt ist jedoch die ordnungsgemäße Pflege eines LB.
Der LB soll laut Landschaftsplan „durch geeignete Pflegemaßnahmen erhalten werden, solange der dafür erforderliche Aufwand in Abwägung mit ihrer jeweiligen Bedeutung für Natur und Landschaft gerechtfertigt ist.“